# Celebrations
Pour les articles homonymes, voir Célébration (homonymie).
 (novembre 2020).
Celebrations est une marque de chocolats produite par le groupe américain Mars Incorporated depuis 1997. Elle comprend des versions miniatures des barres chocolatées les plus vendues par le groupe Mars. Sur le marché français, Celebrations est un assortiment de huit marques : Mars, Twix, Snickers, Bounty, Milky Way, Dove, Dove Caramel et Maltesers. Cette sélection varie peu selon les pays.

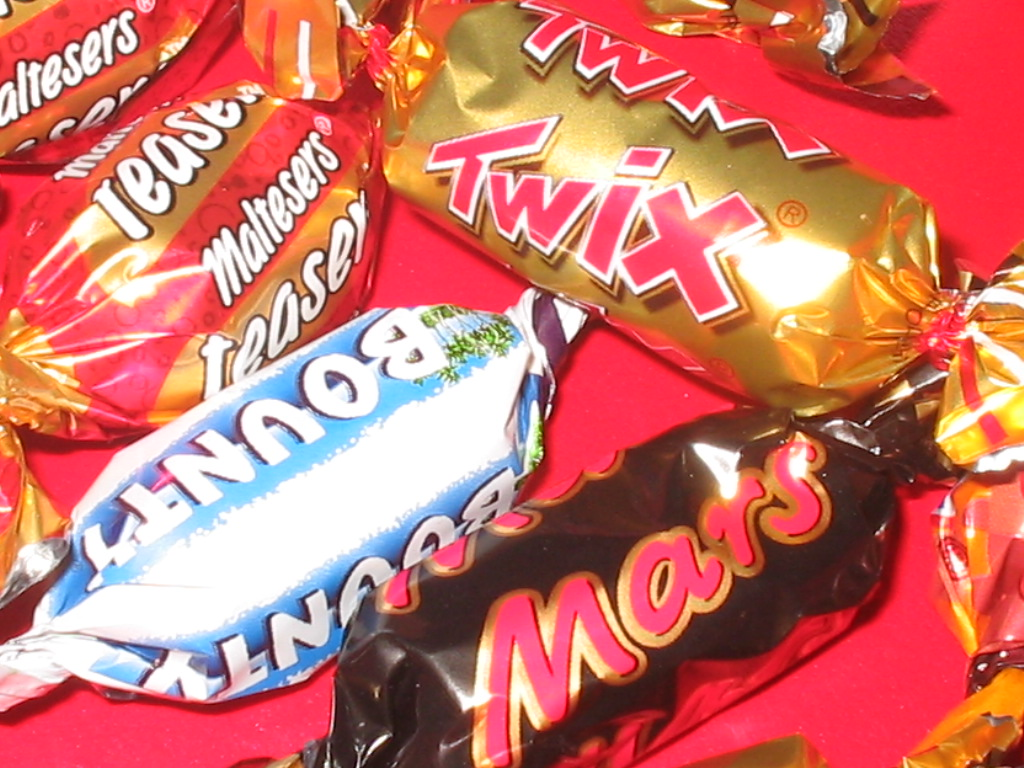
Des papillotes Celebrations.

La marque commercialise ses produits à la fois en circuit GMS (grandes et moyennes surfaces) et en circuits spécialisés. Elle est la 11e référence sur le marché français et 6e référence à la période de Noël[Quand ?]. Mars Chocolat France capitalise sur cette marque pour construire sa stratégie sur le marché saisonnier (Pâques et Noël), qu'elle soutient aussi avec la marque phare du groupe : M&M's. Celebrations innove[non neutre] avec des déclinaisons de formats : du 200 g au 375 g pour les sachets, en passant par des formats plus atypiques comme une bouteille Celebrations 320 g (disponible en versions Magnum 630 et Mini 110 g).[Quand ?]
L'emblème phare de la marque est la papillote.[réf. nécessaire]
Après le succès de Celebrations, Cadbury a sorti sa propre version, Miniature Heroes[Quand ?].
Dans une publicité diffusée [Quand ?] [Où ?], un comptable a rendez-vous avec son banquier. Pour le faire patienter, celui-ci lui tend un paquet de bonbons Celebrations et lui dit : « tenez monsieur, prenez un Celebrations ». Dès que  le comptable se sert et en mange un, on entend la célèbre chanson disco Celebration du groupe américain Kool and The Gang (1980).

## Variantes
Selon le pays d'achats, les chocolats inclus peuvent être :
- Mars
- Bounty
- Snickers
- Twix
- Topic
- Galaxy / Dove
- Galaxy Caramel / Dove Caramel
- Galaxy Truffle
- Malteasers Teaser
- Milky Way

Les Celebrations sont désormais[Quand ?] aussi déclinés en version crème glacée.